# Vila Viçosa
Vila Viçosa ('vilɐ vi'sɔzɐ, Villaviciosa in spagnolo) è un comune portoghese di 8 871 abitanti situato nel distretto di Évora.

## Società

### Evoluzione demografica
| Popolazione di Vila Viçosa (1801 – 2004) | Popolazione di Vila Viçosa (1801 – 2004) | Popolazione di Vila Viçosa (1801 – 2004) | Popolazione di Vila Viçosa (1801 – 2004) | Popolazione di Vila Viçosa (1801 – 2004) | Popolazione di Vila Viçosa (1801 – 2004) | Popolazione di Vila Viçosa (1801 – 2004) | Popolazione di Vila Viçosa (1801 – 2004) | Popolazione di Vila Viçosa (1801 – 2004) |
| ---------------------------------------- | ---------------------------------------- | ---------------------------------------- | ---------------------------------------- | ---------------------------------------- | ---------------------------------------- | ---------------------------------------- | ---------------------------------------- | ---------------------------------------- |
| 1801                                     | 1849                                     | 1900                                     | 1930                                     | 1960                                     | 1981                                     | 1991                                     | 2001                                     | 2004                                     |
| 5 697                                    | 5 821                                    | 7 163                                    | 8 444                                    | 9 974                                    | 8 546                                    | 9 068                                    | 8 871                                    | 8 745                                    |

## Freguesias(Frazioni)
- Bencatel
- Ciladas
- Conceição (Vila Viçosa)
- Pardais
- São Bartolomeu (Vila Viçosa)

## Monumenti
- Palazzo Ducale (XVI-XIX secolo)